# Маркер (Норвегия)
Маркер (норв. Marker) — коммуна в губернии Эстфолл в Норвегии. Административный центр коммуны — город Эрье. Официальный язык коммуны — букмол. Население коммуны на 2007 год составляло 3463 чел. Площадь коммуны Маркер — 412,91 км², код-идентификатор — 0119.

## История населения коммуны
Население коммуны за последние 60 лет.

Статистика коммуны Маркер